# Eriostylos stefaninii
Eriostylos es un género monotípico de  fanerógamas de la familia Amaranthaceae. Su única especie: Eriostylos stefaninii, es originaria de Somalia.

## Descripción
Es una hierba erecta, que alcanza un tamaño de 15-35 cm de altura, tallos simples o ramificados desde la base hacia arriba, algo suculentas, subglabro a moderadamente amueblado con pelos multicelulares. Hojas estrechamente oblongo-lanceoladas, en el tallo principal de 4.9 x 0.8-1.6 cm, acuminadas, sésiles con aurículas redondeadas en la base, indumento como en tallo. Inflorescencia brillante carmín-rojo, con flores de 3-5 x 1-1,5 cm, alargándose hasta los 18 cm. Tépalos de flores fértiles diversas en la forma: oblongo-ovadas de 1 mm. Fructos de 12 mm de diámetro. incluyendo las espinas rígidas. Estilo delgado, de 4-5 mm.

## Taxonomía
Eriostylos stefaninii fue descrita por  (Chiov.) C.C.Towns. y publicado en Kew Bulletin 34: 237. 1979.
Sinonimia
- Centema stefaninii Chiov.[3]